# Лобаны (Шабалинский район)
Лобаны — упразднённая деревня в Черновском районе Кировской области РСФСР СССР. Ныне находится на территории Черновского сельского поселения в Шабалинском районе Кировской области России.

## Топоним
Ойконим Лобаны, Лобановы от фамилии основателя Лобанов. Второе название — Шлыковский 2-й образовано от названия соседней (на удалении 1,5 км от Лобаны) деревни — Шлыковский (Шлыки).

## География
Лобаны находилась в западной части региона, в пределах Волжско-Ветлужской равнины, в подзоне южной тайги, примерно в 1,5 км от деревни Шлыки. Ближайшее селение — Гора Ванеева, ныне не существующее.

## Климат
Климат в местности характеризуется как континентальный, с продолжительной холодной снежной зимой и умеренно тёплым коротким летом. Среднегодовая температура — 1,6 °C. Средняя температура воздуха самого холодного месяца (января) составляет −13,8 °C; самого тёплого месяца (июля) — 17,5 °C . Безморозный период длится 89 дней. Годовое количество атмосферных осадков — 721 мм, из которых 454 мм выпадает в тёплый период.

## История
Селение основана, как займище в конце XVIII века переселившимся из починка Лобашевский черносошным крестьянином Лобановым Пантелеем Афанасьевичем.
В 1802 в Лобанах отмечено два двора: Пантелея Афанасьевича и его племянника Павла Гавриловича Лобанова. В 1859 году — семь дворов и 23 крестьянина мужского пола.
Подворная опись 1884—1893 годов показала, что починок	Шлыковский 2-й (Лобаны, Лобановы) входил в	Котельнический уезд,	Синцовская волость, Шлыковское общество.
К 1905 году — починок	Шлыковский 2-й (Лобаны), входил в Котельнический уезд,	Синцовская волость.
К 1939 году деревня Лобаны входила в Чахловский сельсовет,
Черновский район.
После 1938 года не зафиксирована.	

## Население
В 1802 в Лобанах отмечено два двора: Пантелея Афанасьевича и его племянника Павла Гавриловича Лобанова. В 1859 году — семь дворов и 23 крестьянина мужского пола. В 1891 переписано восемь семей и 63 жителя.
В 1891 переписано восемь семей и 63 жителя. В 1905 году числилось 10 дворов и 84 жителя. По материалам Всесоюзной переписи населения в 1939 году в деревне оставалось всего шесть хозяйств и 19 человек. Шесть дворов указано и на довоенной карте РККА

## Инфраструктура
Личное подсобное хозяйство с зоной сельскохозяйственного использования, индивидуальная застройка усадебного типа.
Основа экономики — сельское хозяйство. В 1891 году жители занимались пряжей и извозом.

## Транспорт
Селение была связана по просёлочным дорогам с соседними деревнями
.